# Fidèle de Sigmaringen
Saint Fidèle de Sigmaringen, né à Sigmaringen le 1er octobre 1578 et mort (assassiné) à Seewis im Prättigau (maintenant en Suisse) le 24 avril 1622, est un homme de loi et avocat. Devenu prêtre capucin et éminent prédicateur, il obtint de nombreuses conversions auprès des Zwinglistes des Grisons. L'animosité que cela entraîna fit qu'il fut assassiné. Mort martyr pour la foi, il fut canonisé en 1746. Liturgiquement il est commémoré le 24 avril.

## Vie et vocation
Fidèle, de son nom civil Marc Roy (ou Marcus Rey), est né à Sigmaringen, capitale de la principauté de Hohenzollern-Sigmaringen en Souabe (aujourd'hui partie du Land de Bade-Wurtemberg, en Allemagne) sous le règne du prince Charles II de Hohenzollern-Sigmaringen.
Il fit de brillantes études et était fort apprécié de ses condisciples qui le surnommaient avec respect le philosophe chrétien. Il était pieux, très proche des pauvres et des malades qu'il allait fréquemment visiter dans les hôpitaux, il priait beaucoup, passait de longues heures en méditation dans l'église, et communiait souvent.
Il étudia chez les jésuites de Fribourg-en-Brisgau, puis prit ses grades de philosophie à Strasbourg (1601) et ses grades en droit civil et ecclésiastique à Fribourg-en-Brisgau (1611).
De 1604 à 1610, à la tête d’un groupe de trois jeunes nobles souabes, il voyagea en Italie, en France et en Espagne. Durant les six ans que dura le voyage, il restait fidèle à ses résolutions et donna de grand exemples de vertu, attentif à soulager les malades dans les hôpitaux, à visiter les églises, à donner aux pauvres jusqu’à ses propres habits ; déjà, sa piété était toute remise aux mains de la Sainte Vierge dont il méditait longuement les mystères.
Au retour, il alla se perfectionner dans la connaissance des lois à Dillingen et se préparer à la profession d’avocat. Docteur utriusque juris, il fut nommé avocat-conseiller de la Cour de justice d’Autriche, dans la ville alsacienne d’Ensisheim (1611).
Il fut d'abord avocat à Colmar, en Alsace, où il exerça sa profession avec charité et loyauté. Il reçut le surnom de l'avocat des pauvres.
Il renonça au barreau, fut ordonné prêtre à Constance (septembre 1612) et, moins d’un mois après, il entra chez les Capucins où il reçut le nom de Fidèle (4 octobre 1612) : « Afin d’imiter parfaitement mon Sauveur, je vivrai constamment dans une extrême pauvreté, dans la chasteté et l’obéissance, dans les souffrances et les persécutions, dans une austère pénitence, une grande humilité, une sincère charité. »

## Vie religieuse et œuvre

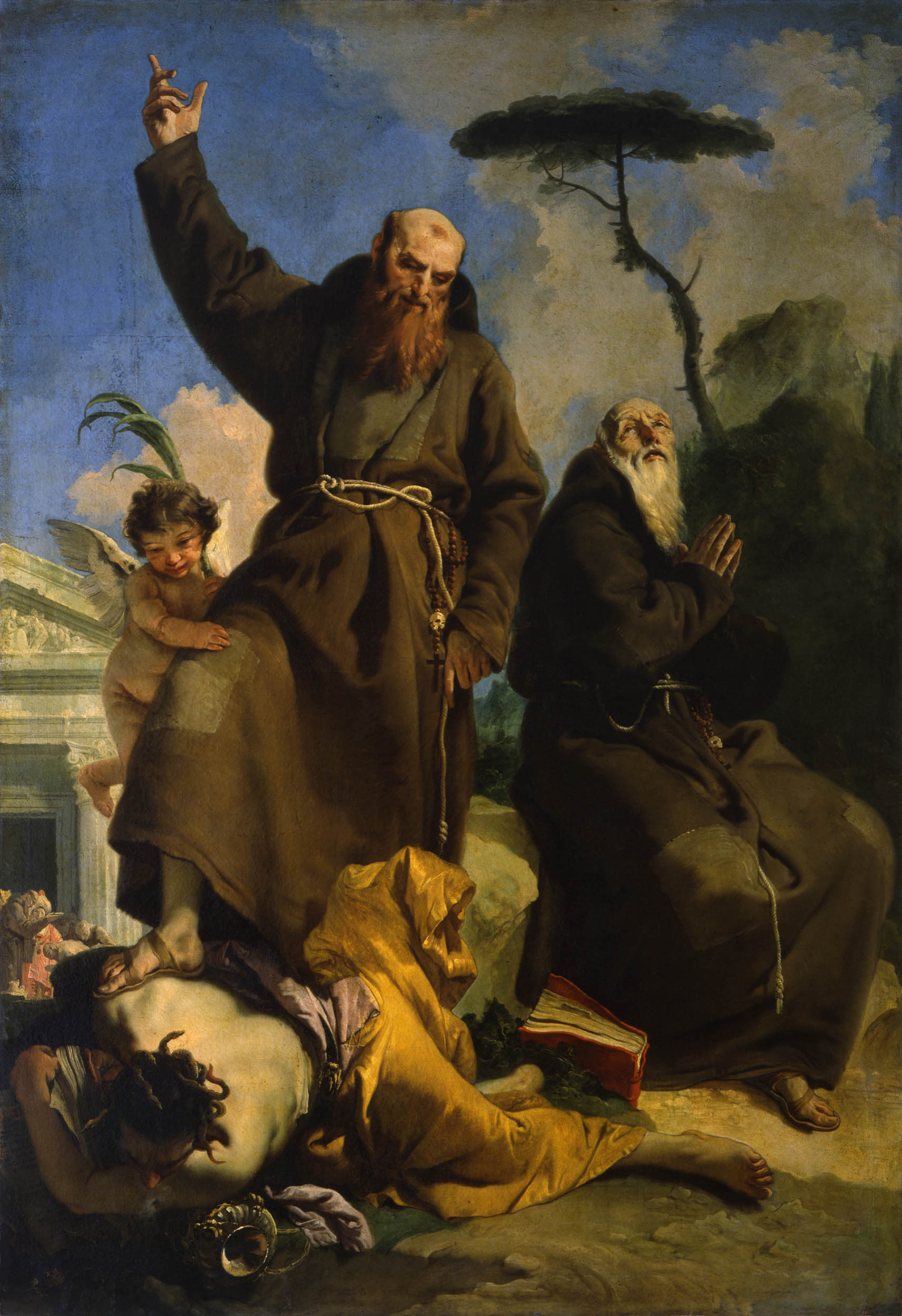
Saint Fidèle avec saint Joseph de Leonessa par Tiepolo.

Ayant parfait ses études ecclésiastiques, à partir de 1617, il fut un prédicateur prestigieux, tout en remplissant, au sein de son Ordre, les fonctions de gardien (supérieur) de couvent à Rheinfeldn (1618-1619), à Feldkirch (1619-1620 et 1621-1622) et à Fribourg (1620-1621). Il déploya une intense activité parmi les catholiques de ces régions menacés par le protestantisme, surtout aux environs de Coire et dans la vallée du Praetigau.
Ses premières années de vie religieuse furent difficiles, il éprouva de profonds doutes, et fut victime de violentes tentations. Son guide spirituel l'aida à voir clair en lui et le rassura. Dès lors, il vendit tous ses biens, et retrouva la paix. Il disait : « J'ai rendu les biens de la terre, et Dieu me donne en retour le royaume du ciel ».
Il choisissait les meubles les plus humbles, les habits les plus usés, il s'infligeait de pénibles mortifications, et vivait les temps de pénitence en ne mangeant que du pain, de l'eau et quelques fruits. « Quel malheur, disait-il, si je combattais mollement sous ce Chef couronné d'épines ! »
Fidèle devint un prédicateur populaire et apprécié des fidèles, sa charité autant que son érudition et sa foi attiraient les populations. Devant ces succès, la Congrégation pour l'évangélisation des peuples l'envoya dans les Grisons pour y lutter contre le protestantisme qui s'y était répandu avec son proche collaborateur, le père Alexius von Speyer.
Il mit tout son zèle dans sa mission, sa vie sainte et austère était un témoignage éloquent, et fit de nombreuses conversions. Fidèle promit par écrit à ses élèves de prier spécialement pour eux et pour tous ceux de leurs descendants qui porteraient son nom.
À partir de 1622, il prit la tête des capucins envoyés en mission dans les Grisons où sa prédication fit de telles merveilles que les Calvinistes résolurent de le tuer.
Invité à prêcher dans l’église de Seewis im Prättigau (diocèse de Coire), le 24 avril 1622, il célébra la messe et, après avoir donné une instruction, fut assassiné par un groupe d'hommes qui contestaient son enseignement. Il mourut en disant : « Pardonnez, ô mon Dieu, pardonnez à mes ennemis que la passion aveugle : ils ne savent pas ce qu’ils font. Seigneur Jésus, ayez pitié de moi ; Marie, Mère de Jésus, assistez-moi. »
Les hérétiques, craignant qu’il ne fût pas mort, le percèrent de plusieurs coups d’épée et lui tranchèrent la jambe gauche et la tête. Le corps resta exposé aux insultes des hérétiques pendant toute la journée, jusqu’à ce qu’ils fussent chassés par le commandant des troupes autrichiennes qui, après avoir invoqué l’intercession de Fidèle, chargea et remporta une victoire si complète et si inespérée que le ministre protestant qui avait assisté au martyre se convertit.
Les capucins de Weltkirchen réclamèrent le corps de leur gardien qui, exhumé le 13 octobre, fut trouvé sans corruption. Le corps fut transporté à la cathédrale de Coire (18 novembre).

## Béatification et canonisation
Après de nombreux miracles, Fidèle de Sigmaringen fut béatifié le 12 mars 1729, par Benoît XIII.
Une vingtaine d'années plus tard, le 29 juin 1746, il était canonisé par Benoît XIV.
Sa fête fut fixée au 24 avril d’après le Martyrologe romain.

## Ouvrages et reliques

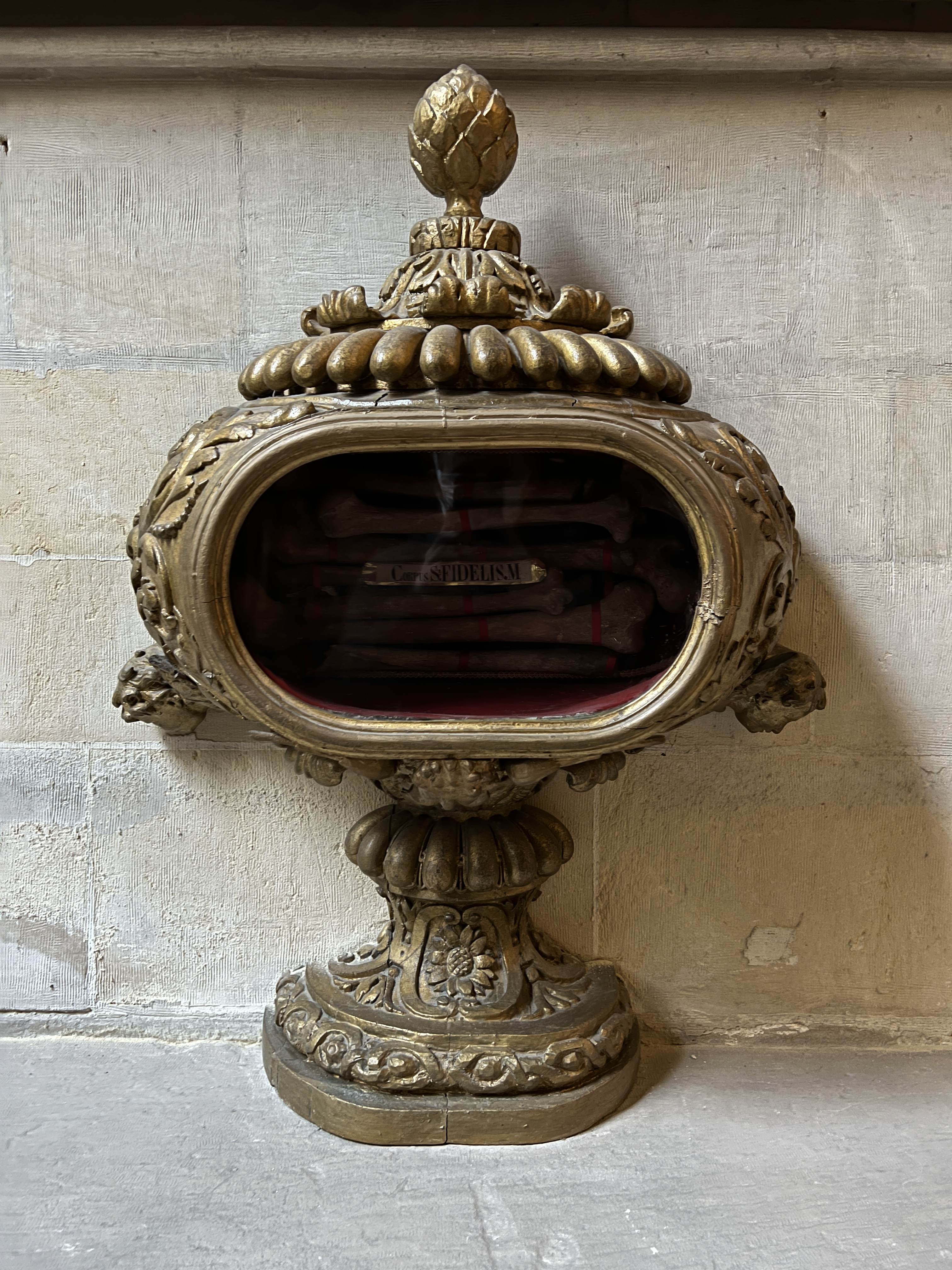
Reliquaire de saint Fidèle dans l'église Saint-Étienne de Caen.

Des reliques de Fidèle de Sigmaringen sont situées dans le très bel autel de la crypte de la cathédrale Notre-Dame de l'Assomption de Coire (Suisse, Canton des Grisons).
Bien des écrits publiés de son vivant étaient déjà perdus à l’époque de son procès de béatification (1626-1628). En revanche, on possède encore le « Testament » qu’il rédigea avant ses vœux de religion (19 septembre 1613), où, après avoir disposé de ses biens, il décrit l'évolution de sa vocation et sa conception de la vie religieuse.
L'ouvrage « Exercitia spiritualia », recueil de prières et d'exercices de piété dont il usait et qui ne fut découvert qu’après sa mort et qui, parce qu’il était un des manuels préférés de la formation spirituelle des capucins, fut traduit en toutes langues européennes au XVIIIe siècle. Il s’agit d’une « compilation où les sources franciscaines sont loin d'occuper la première place.[réf. nécessaire] »
Saint Fidèle de Sigmaringen a aussi laissé les « Collectanea » qui sont des notes, des méditations et des cahiers de cours de philosophie et théologie, des sermons en partie publiés. Enfin, on conserve dix-huit lettres de saint Fidèle de Sigmaringen dont neuf en allemand.
Un reliquaire de saint Fidèle se trouve également dans une des chapelles de l'église Saint-Étienne de Caen.

## Sources
- Vie des saints pour tous les jours de l'année - Abbé L. Jaud - Tours - Mame - 1950.
- Le petit livre des saints - Rosa Giorgi - Larousse - 2006 - page 246 -  (ISBN 2-03-582665-9)
- (en)  Cet article contient des extraits traduits d'un article de la Catholic Encyclopedia dont le contenu se trouve dans le domaine public.